# Desa Pajaran (administrativ by i Indonesien, lat -8,05, long 112,72)
Desa Pajaran är en administrativ by i Indonesien.   Den ligger i provinsen Jawa Timur, i den västra delen av landet, 700 km öster om huvudstaden Jakarta.